# Benfica de Macau
Casa do Sport Lisboa e Benfica em Macau (chinesisch 澳門賓菲加體育會), kurz Benfica de Macau genannt, ist ein macauischer Fußballverein, der im Jahr 1951 als Ableger des portugiesischen Vereins Benfica Lissabon gegründet wurde. Nimmt man nur die bekannten Ergebnisse, ist der Klub hinter Lam Pak, die nach Ligatiteln zweiterfolgreichste Mannschaft des Landes. Zudem kann er mit fünf Titeln in Folge von 2014 bis 2018 die längste Titelserie der bekannten Ligageschichte seit 1973 vorweisen.

## Geschichte

### Gründung bis 2000er Jahre
Der Klub wurde im Jahr 1951 gegründet. Allerdings weisen die Statistiken der Campeonato da 1ª Divisão do Futebol, wie die höchste Spielklasse bis zum Jahr 1973 hieß, gerade in den ersten Jahren große Lücken auf. Seit den 1980er Jahren ist aber zumindest sicher, wer in den Spielzeiten Meister geworden ist. Benfica war nicht darunter. Auch ab den 2000er Jahren taucht der Klub nicht in den Statistiken der ersten Liga auf. Das erste bekannte Ergebnis entstammt dem Taça de Macau, dem national Pokalwettbewerb. Im Viertelfinale unterlag man mit 0:1 dem FC Porto de Macau. In der gleichen Saison befand sich die Mannschaft in der 3ª Divisão und stieg mit 21 Gruppen als erster der Gruppe B auf. In der darauffolgenden Saison stieg man mit 19 Punkten in die erste Liga auf.

### Erste Titel und internationale Auftritte
35 Punkte reichten in der Debütsaison für Platz drei. Im Pokal ging es bis ins Halbfinale, wo man Monte Carlo mit 0:1 unterlag. In der Saison 2013 verpasste man mit 48 Punkten nur einen Zähler hinter Monte Carlo die Meisterschaft. Im Pokal hingegen konnte man mit 1:0 gegen Windsor Arch Ka I gewinnen.
In der Saison 2014 gewann man die Meisterschaft und mit dem Pokal das Double. Erneut konnte in der Folgesaison die Meisterschaft erreicht werden, diesmal mit einem Punkt Abstand auf den zweitplatzierten. Im Pokal konnte der Titel nicht verteidigt werden. Durch die Meisterschaft qualifizierte sich die Mannschaft erstmals für den AFC Cup, in der Ausgabe 2016 nahm die Mannschaft an der Qualifikation teil und scheiterte dort jedoch ohne Punktgewinn nach zwei Spielen in der Gruppe 2.

### Titel in Serie
Die Saison 2016 konnte man mit 52 Punkten bei 11 Punkten Vorsprung in der Meisterschaft abschließen. Im Pokal war im Halbfinale Schluss. Beim AFC Cup 2017 nahm die Mannschaft bei einer ersten Qualifikationsrunde im August 2016 teil, wurde mit drei Punkten Zweiter und schied aus. Nach einer Reform wurde diese Runde erneut ausgespielt und die vorherige nicht gewertet. An der neuen Runde nahm der Klub nicht teil.
Ein viertes Mal in Folge wurde in der Spielzeit 2017 die Meisterschaft mit einem Punkt Vorsprung gewonnen. Im Finale des Pokals setzte man sich mit 8:1 gegen Monte Carlo durch und holte zum zweiten Mal das Double. Diesmal qualifizierte sich der Klub direkt für die Gruppenphase des AFC Cup 2018, in der Gruppe I gelang dem Team mit zwölf Punkten der zweite Platz, was aber nicht für ein Weiterkommen reichen sollte. Mit 52 Punkten gelang in der Saison 2018 bislang zum letzten Mal eine Meisterschaft. Im Pokal wurde man Dritter. Bei einem internationalen Wettbewerb nahm die Mannschaft nicht teil.

## Erfolge
- Macauischer Meister: 2014, 2015, 2016, 2017, 2018, 2020, 2024
- Macauischer Vizemeister: 2021, 2023
- Macauischer Pokalsieger: 2013, 2014, 2017
- Macauischer Pokalfinalist: 2023, 2024